# توپولف تو-۱۰۴
توپولف تو-۱۰۴ (به انگلیسی: Tupolev Tu-104) یک هواگرد ساختِ کارخانهٔ توپولف در کشور اتحاد جماهیر سوسیالیستی شوروی است که در سال ۱۹۵۶–۱۹۶۰ ساخته شد. نخستین استفاده‌کنندهٔ این هواپیما آئروفلوت بوده‌است. این هواگرد برای نخستین بار در ۱۷ ژوئن ۱۹۵۵ میلادی مورد استفاده قرار گرفت.